# Lanfiéra
Lanfiera là một tổng thuộc  tỉnh Sourou ở tây bắc Burkina Faso. Thủ phủ là thị xã Lanfiera.

## Các thị xã và làng xã
Bissan, Doule, Gouran, Guiedougou, Kamina, Koumbara, Nion, Ouerin, Toumani, Yayo và Yaran.